# كونيأو كيتامورا
كونيأُو كيتامورا (باليابانية: 北村 邦夫) (4 أغسطس 1968 في شيزوكا في اليابان – )؛ هو لاعب كرة قدم ياباني سابق كان يلعب كلاعب وسط.

## وصلات خارجية
- كونيأو كيتامورا على موقع الاتحاد الدولي (مؤرشف)  (الإنجليزية)
- كونيأو كيتامورا على موقع رابطة كرة القدم اليابانية للمحترفين (اليابانية)
- كونيأو كيتامورا على موقع عالم كرة القدم.نت (الإنجليزية)